# Puchar Pięciu Narodów 1929
Puchar Pięciu Narodów 1929 – piętnasta edycja Pucharu Pięciu Narodów, corocznego turnieju w rugby union rozgrywanego pomiędzy pięcioma najlepszymi zespołami narodowymi półkuli północnej, która odbyła się pomiędzy 31 grudnia 1928 a 1 kwietnia 1929 roku. Wliczając turnieje w poprzedniej formie, od czasów Home Nations Championship, była to czterdziesta druga edycja tych zawodów. W turnieju zwyciężyła Szkocja.
Zgodnie z ówczesnymi zasadami punktowania dropgol był warty cztery punkty, podwyższenie dwa, natomiast przyłożenie i pozostałe kopy trzy punkty.

## Mecze
| 31 grudnia 1928 | Francja                     | 0:6 | Irlandia | Stade Olympique Yves-du-Manoir, Colombes Widzów: 42 000 Sędzia: Barry Cumberlege |
| 31 grudnia 1928 | Davy 3 (P) Stephenson 3 (P) | 0:6 |          | Stade Olympique Yves-du-Manoir, Colombes Widzów: 42 000 Sędzia: Barry Cumberlege |

| 19 stycznia 1929 | Anglia                         | 8:3(3:0) | Walia        | Twickenham Stadium, Londyn Widzów: 65 000 Sędzia: R. Harland |
| 19 stycznia 1929 | Wilkinson 6 (2P) Wilson 2 (pd) | 8:3(3:0) | Morley 3 (P) | Twickenham Stadium, Londyn Widzów: 65 000 Sędzia: R. Harland |

| 19 stycznia 1929 | Szkocja                    | 6:3(6:3) | Francja         | Murrayfield Stadium, Edynburg Widzów: 70 000 Sędzia: Barry Cumberlege |
| 19 stycznia 1929 | Paterson 3 (P) Brown 3 (K) | 6:3(6:3) | Béhotéguy 3 (P) | Murrayfield Stadium, Edynburg Widzów: 70 000 Sędzia: Barry Cumberlege |

| 2 lutego 1929 | Walia                                                          | 14:7(3:3) | Szkocja                  | St. Helens Ground, Swansea Sędzia: David Helliwell |
| 2 lutego 1929 | Peacock 3 (P) Roberts 6 (2P) Stewart-Morgan 3 (P) Jones 2 (pd) | 14:7(3:3) | Dykes 3 (K) Brown 4 (dg) | St. Helens Ground, Swansea Sędzia: David Helliwell |

| 9 lutego 1929 | Anglia                      | 5:6(0:3) | Irlandia                | Twickenham Stadium, Londyn Sędzia: Albert Freethy |
| 9 lutego 1929 | Smeddle 3 (P) Wilson 2 (pd) | 5:6(0:3) | Davy 3 (P) Sugden 3 (P) | Twickenham Stadium, Londyn Sędzia: Albert Freethy |

| 23 lutego 1929 | Irlandia                 | 7:16(7:5) | Szkocja                                                                              | Lansdowne Road, Dublin Widzów: 40 000 Sędzia: Barry Cumberlege |
| 23 lutego 1929 | Arigho 3 (P) Davy 4 (dg) | 7:16(7:5) | Bannerman 3 (P) Macpherson 3 (P) Simmers 3 (P) Smith 3 (P) Allan 2 (pd) Dykes 2 (pd) | Lansdowne Road, Dublin Widzów: 40 000 Sędzia: Barry Cumberlege |

| 23 lutego 1929 | Walia                                    | 8:3(5:0) | Francja        | Cardiff Arms Park, Cardiff Widzów: 45 000 Sędzia: H. Wilkins |
| 23 lutego 1929 | Arthur 3 (P) Barrell 3 (P) Parker 2 (pd) | 8:3(5:0) | M. Camel 3 (P) | Cardiff Arms Park, Cardiff Widzów: 45 000 Sędzia: H. Wilkins |

| 9 marca 1929 | Irlandia                 | 5:5(5:0) | Walia                        | Ravenhill Stadium, Belfast Sędzia: J. McGill |
| 9 marca 1929 | Davy 3 (P) Browne 2 (pd) | 5:5(5:0) | Williams 3 (P) Parker 2 (pd) | Ravenhill Stadium, Belfast Sędzia: J. McGill |

| 16 marca 1929 | Szkocja                               | 12:6(0:3) | Anglia                   | Murrayfield Stadium, Edynburg Widzów: 80 000 Sędzia: James Wheeler |
| 16 marca 1929 | Brown 3 (P) Nelson 3 (P) Smith 6 (2P) | 12:6(0:3) | Meikle 3 (P) Novis 3 (P) | Murrayfield Stadium, Edynburg Widzów: 80 000 Sędzia: James Wheeler |

| 1 kwietnia 1929 | Francja                   | 6:16(3:8) | Anglia                                                     | Stade Olympique Yves-du-Manoir, Colombes Widzów: 50 000 Sędzia: Albert Freethy |
| 1 kwietnia 1929 | Houdet 3 (P) Ribère 3 (P) | 6:16(3:8) | Aarvold 6 (2P) Gummer 3 (P) Periton 3 (P) Stanbury 4 (2pd) | Stade Olympique Yves-du-Manoir, Colombes Widzów: 50 000 Sędzia: Albert Freethy |

## Inne nagrody
- Calcutta Cup –  Szkocja (po zwycięstwie nad Anglią)
- Drewniana łyżka –  Francja (za zajęcie ostatniego miejsca w turnieju)